# Шишкин, Павел Анатольевич
Па́вел Анато́льевич Ши́шкин (18 июня 1955, Тула) — советский футболист, нападающий.

## Биография
Воспитанник группы подготовки тульского «Металлурга». Службу в армии проходил в дубле минского «Динамо». В 1976 году забил 39 мячей в первенстве области за тульское «Торпедо».
Счёт голам в главной команде Тулы открыл 16 апреля 1977 года в матче с новгородским «Электроном». Лучший бомбардир в истории тульского футбола (100 мячей).
Во второй половине 1980-х работал администратором «Арсенала».